# Stressgranul
Stressgranuler är täta aggregat som består av protein och RNA i cytosolen. De uppkommer när cellen utsätts för stress. RNA-molekylerna är avstannade pre-initiatonkomplex som fallit bort från translationen. Stressgranuler är cirka 100-200 nm i diameter, inte membranomgivna, och associerade med det endoplasmatiska nätverket.
Notera, att det även finns nukleära stressgranuler. Denna artikel är om den cytosoliska varianten.